# جو دون
جو دون (بالإنجليزية: Joe Dunne)‏ هو لاعب كرة قدم بريطاني، ولد في 25 أكتوبر 2001.

## وصلات خارجية
- جو دون على موقع قاعدة بيانات كرة القدم.إي يو (الإنجليزية)
- جو دون على موقع Soccerbase.com (لاعب) (الإنجليزية)
- جو دون على موقع Soccerway.com (الإنجليزية)
- جو دون على موقع عالم كرة القدم.نت (الإنجليزية)